# Riu Kapuas
El riu Kapuas (o riu Kapoeas) és un riu a la part indonèsia de l'illa de Borneo, al centre geogràfic del sud-est asiàtic marítim. Amb 1.143 quilòmetres de longitud, és el riu més llarg de l'illa de Borneo i el riu més llarg d'Indonèsia i un dels rius insulars més llargs del món.
S'origina a la serralada de Müller al centre de l'illa i desemboca cap a l'oest al mar de la Xina Meridional creant un extens delta pantanós. El delta es troba a l'oest-sud-oest de Pontianak, la capital de la província de Kalimantan Occidental. Aquest riu Kapuas s'ha de distingir d'un altre riu Kapuas, que neix a l'altra banda de la mateixa serralada al centre de Borneo, però flueix cap al sud, fusionant-se amb el riu Barito i desembocant a la mar de Java.